# Halldór Helgason
Halldór Helgason (Akureyri, 10 de enero de 1991) es un deportista islandés que compitió en snowboard, especialista en la prueba de big air. Consiguió dos medallas en los X Games de Invierno.

## Medallero internacional
| \| X Games de Invierno \| X Games de Invierno \| X Games de Invierno \| X Games de Invierno \| \| Año \| Lugar \| Medalla \| Prueba \| \| ------------------- \| ---------------------- \| ------------------- \| ------------------- \| \| 2010 \| Aspen (Estados Unidos) \| Medalla de oro \| Big air \| \| 2023 \| Aspen (Estados Unidos) \| Medalla de plata \| Knuckle huck \| |                        |                  |              |
| X Games de Invierno |                        |                  |              |
| Año | Lugar                  | Medalla          | Prueba       |
| 2010 | Aspen (Estados Unidos) | Medalla de oro   | Big air      |
| 2023 | Aspen (Estados Unidos) | Medalla de plata | Knuckle huck |